# Urum
Urum (eget namn urum dili) är ett hotat turkspråk som talas i ett område norr om Azovska sjön i Ukraina. Det är besläktat med krimtatariska och krymtjakiska. Urum talas av cirka 193 000 människor. Ett alternativt namn för språket är grekisktatarska. Namnet urum kommer från ordet "Rûm" som användes av muslimer för att beteckna det bysantinska riket. Senare använde osmaner samma ord för att beteckna alla icke-muslimer i sitt rike.
Språket skrivs med kyrilliska bokstäver.

## Fonologi

### Konsonanter
|             | Bilabial | Labiodental | Alveolar | Postalveolar | Palatal | Velar  | Glottal |
| ----------- | -------- | ----------- | -------- | ------------ | ------- | ------ | ------- |
| Klusil      | p \| b   |             | t \| d   |              | c \| ɟ  | k \| g |         |
| Frikativ    |          | f \| v      | s \| z   | ʃ \| ʒ       |         | x \| ɣ | h       |
| Affrikat    |          |             |          | ʧ \| ʤ       |         |        |         |
| Nasal       | m        |             | n        |              |         | ŋ      |         |
| Tremulant   |          |             | ɾ        |              |         |        |         |
| Lateral     |          |             | l        |              |         | ɫ      |         |
| Approximant |          |             |          |              | j       |        |         |

Källa:

### Vokaler
|            | Främre | Bakre  |
| ---------- | ------ | ------ |
| Sluten     | i \| y | ɯ \| u |
| Halvsluten | e      | o      |
| Halvöppen  | æ \| œ |        |
| Öppen      | a      |        |

Källa: